# The Cheetah Girls Soundcheck
The Cheetah Girls Soundcheck es el segundo EP y el segundo álbum en directo del grupo femenino estadounidense The Cheetah Girls disponible sólo en Wal-Mart como descarga digital como parte de la serie Walmart Soundcheck. Las actuaciones en directo de los temas se publicaron el 16 de julio de 2008. El EP incluye una canción de The Cheetah Girls 2, una canción de su álbum de estudio TCG y tres canciones de The Cheetah Girls: One World. El EP salió a la venta el 19 de agosto de 2008, el mismo día que la banda sonora de One World. Este es el segundo álbum en directo de las Cheetah Girls, el primero fue In Concert: The Party's Just Begun Tour.

## Lista de canciones
| N.º   | Título                | Duración |  |
| 1.    | «Strut»               | 3:27     |  |
| 2.    | «One World»           | 2:46     |  |
| 3.    | «Cheetah Love»        | 3:20     |  |
| 4.    | «Break Out This Box»  | 3:38     |  |
| 5.    | «Dance Me If You Can» | 3:24     |  |
| 16:49 |                       |          |  |